# Halowe Mistrzostwa Świata w Lekkoatletyce 2006 – bieg na 3000 m kobiet
Bieg na 3000 m kobiet – jedna z konkurencji rozgrywanych podczas halowych mistrzostw świata w lekkoatletyce w 2006, zmagania w niej odbyły się 11 marca.
Do konkursu zgłoszonych zostało 13 zawodniczek z 8 państw.
Zawody w tej konkurencji wygrała reprezentantka Etiopii Meseret Defar. Drugą pozycję zajęła zawodniczka z Rosji Lilija Szobuchowa, trzecią zaś reprezentująca Polskę Lidia Chojecka.

## Wyniki
| Miejsce | Zawodniczka          | Państwo           | Wynik   | Uwagi |
| ------- | -------------------- | ----------------- | ------- | ----- |
| 01 !    | Meseret Defar        | Etiopia           | 8:38,80 |       |
| 02 !    | Lilija Szobuchowa    | Rosja             | 8:42,18 |       |
| 03 !    | Lidia Chojecka       | Polska            | 8:42,59 | SB    |
| 4.      | Sentayehu Ejigu      | Etiopia           | 8:43,38 | PB    |
| 5.      | Olesia Syriewa       | Rosja             | 8:44,10 |       |
| 6.      | Maryam Alwi Solsouli | Maroko            | 8:55,97 |       |
| 7.      | Carrie Tollefson     | Stany Zjednoczone | 8:59,13 | SB    |
| 8.      | Anália Rosa          | Portugalia        | 8:59,99 | PB    |
| 9.      | Tetiana Krywobok     | Ukraina           | 9:02,87 |       |
| 10.     | Maria McCambridge    | Irlandia          | 9:07,26 |       |
| 11.     | Tetiana Hołowczenko  | Ukraina           | 9:08,24 |       |
| 12.     | Sara Bei-Hall        | Stany Zjednoczone | 9:14,49 |       |
| 13.     | Roisin McGettigan    | Irlandia          | 9:28,85 |       |